# Erwin Lörsch
Erwin Lörsch (* 23. April 1914 in Lauschied; † 24. Juni 1935 ebenda) war ein deutscher römisch-katholischer Märtyrer.

## Leben
Erwin Lörsch war in Lauschied (bei Meisenheim) Mitglied der katholischen Minderheit und Bannerträger des katholischen Jungmännervereins. Auf dem Höhepunkt der lokalen Auseinandersetzungen zwischen dem noch nicht gleichgeschalteten katholischen Verband und der SA wurde der 21-jährige Lörsch am 24. Juni 1935 von einem 28-jährigen Scharführer (Unteroffizier) der SA erschossen. Der Mörder wurde zu einer Gefängnisstrafe von drei Jahren und sieben Monaten verurteilt. Auf dem Friedhof von Lauschied erinnert ein Denkmal an das Opfer.

## Gedenken
Die deutsche Römisch-katholische Kirche hat Erwin Lörsch als Märtyrer aus der Zeit des Nationalsozialismus in das deutsche Martyrologium des 20. Jahrhunderts aufgenommen.